# Nyungwe nyelv
A nyungwe nyelv (portugálul: língua xi-nyungwe) egy Niger-kongói nyelvcsaládba tartozó, Mozambikban beszélt nyelv. Közeli rokonnyelve a szena nyelv.

## A nyungwe nyelv más elnevezései
- Nyongwe
- Teta
- Tete
- Chinyungwi
- Chinyungwe
- Yungwe

## A nyungwe írásbeliség
Az első nyungwe nyelvű könyveket, és így egyben magát a nyungwe írásbeliséget is a magyar misszionárius, Czimermann István (Estevão Czimermann) (1849-1894) készítette el. A nyungwe Bibliát (Biblia sagrada ia testamento iakare na ipsa idakondzedua na kasissi) és egy katekizmust (Katekismo ia doktrina rakristao iomue ina bzensene bzomue tinifuna kutinchadidi, kichita kutambira na kupemba)1890-ben adta ki Portugáliában. A nyungwe nyelvű Biblia azért érdekes számunkra, mert a nem létező fogalmak egy részét a portugálon túl a magyar nyelvből kölcsönözte (41 szót), ahogyan a nyelv helyesírását is a magyar nyelv helyesírási rendszere alapján igyekezett megalkotni.[forrás?]